# Carla Suárez Navarro
Carla Suárez Navarro (Las Palmas de Gran Canaria, 3. rujna 1988.) španjolska je profesionalna tenisačica.

## Životopis
Suárez Navarro trenira tenis od 9. godine života. Roditelji su joj bivši športaši. Godine 2007. preselila je s Kanara u Barcelonu, gdje trenira na Pro-Ab Team Tennis akademiji. Treneri su joj Xavier Budo i Marc Casabo.
Ima zapažene rezultate na sva četiri Grand Slam turnira: četvrtzavršnicu Australian Opena (2009.) i Roland Garrosa (2008.) te 4. kolo Wimbledona (2013.) i US Opena (2011.). Među najboljih 100 tenisačica probila se 2008. Ima i 6 ITF, no još ni jedan WTA naslov (čak 5 poraza u finalima WTA turnira). Trenutačno je najbolje plasirana španjolska tenisačica.
Za španjolsku Fed Cup reprezentaciju Suárez Navarro nastupa od 2008. godine.
Športski su joj uzori Steffi Graf, Lleyton Hewitt, Justine Henin i Michael Jordan.

## Stil igre
Suárez Navarro predstavlja tipičan izdanak španjolske škole tenisa: igračica je osnovne crte koja najviše voli zemljanu podlogu, može dugo držati lopticu u igri i maksimalno istrčavati izmjene, a omiljeni joj je udarac (jednoručna) backhand dijagonala.

## Rezultati na Grand Slam turnirima
| Grand Slam      | 2008. | 2009. | 2010. | 2011. | 2012. | 2013. |
| --------------- | ----- | ----- | ----- | ----- | ----- | ----- |
| Australian Open | -     | 1/4F  | 3k    | 2k    | 2k    | 3k    |
| Roland Garros   | 1/4F  | 3k    | 1k    | -     | 3k    | 4k    |
| Wimbledon       | 2k    | 3k    | -     | -     | 1k    | 4k    |
| US Open         | 1k    | 2k    | 1k    | 4k    | 2k    |       |

## Plasman na WTA ljestvici na kraju sezone
| 2004. | 2005. | 2006. | 2007. | 2008. | 2009. | 2010. | 2011. | 2012. | 2013. |
| ----- | ----- | ----- | ----- | ----- | ----- | ----- | ----- | ----- | ----- |
| 613.  | 358.  | 289.  | 169.  | 50.   | 34.   | 57.   | 56.   | 34.   |       |

## Vanjske poveznice
- Profil na stranici WTA Toura (engl.)